# アントワーヌ・オーギュスタン・クールノー

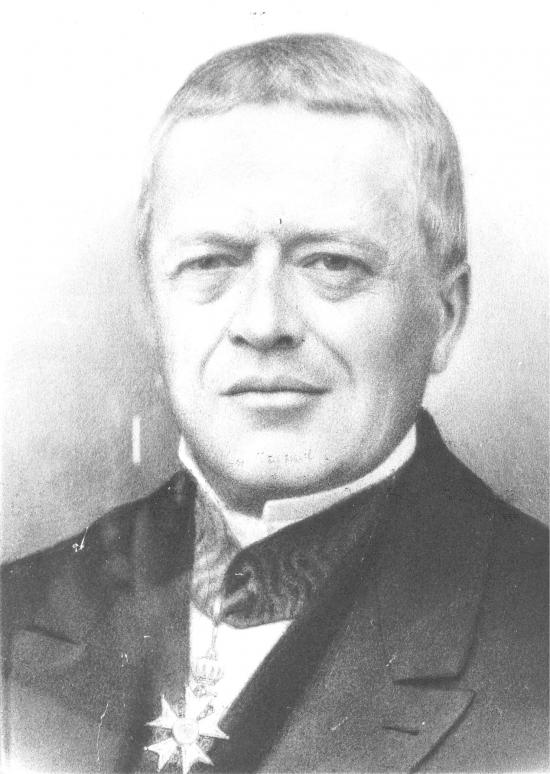
肖像

アントワーヌ・オーギュスタン・クールノー（Antoine Augustin Cournot、1801年8月28日 - 1877年3月31日）は、フランスの哲学者、数学者。「限界革命」より半世紀前に数理モデルを用いて複占や需給の理論を展開した数理経済学の始祖とされる。A・ワルラス（レオン・ワルラスの父）ともにレオン・ワルラスに経済学の道を勧め、L・ワルラスに一般均衡理論の着想をもたらした学者の一人である。

## 生涯
1801年、オート＝ソーヌ県グレイ生まれ。
1821年にポンショナ・ノルマル（Pensionnat normal、高等師範学校の前身）に入学するも、政治的理由により同校が閉鎖されたため、パリ大学に移り、1823年に数学の学士号（リサンス）を取得する。ローラン・グーヴィオン＝サン＝シール元帥のもとで秘書や息子の家庭教師として勤務した後、シメオン・ドニ・ポアソンの推薦により、リヨン大学理学部（Faculté des sciences de Lyon）解析学・力学教授となる。その後、多くの文部行政関連の高官ポストやアカデミー・ド・ディジョン院長などを歴任した。
1838年、『富の理論の数学的原理に関する研究』（Recherches sur les principes mathématiques de la théorie des richesses）を出版。同書では、経済分析に対する数学的な公式や記号の応用が行われ、今日でも経済学に影響を保っている。しかし、同書は当時強く非難され、クールノーの存命中は成功せず、クールノーは二度も書き直そすことを検討した。
1877年、75歳で死去。晩年は殆ど視力を失っていた。

## 評価
主に数学者としての生涯を送るが、経済学に対して重要な貢献を行なった。クールノーの独占と複占に関する理論は今なお有名であるが、今日では多くの経済学者がクールノーの理論を近代的な経済分析の出発点であると信じている。クールノーは数学的な関数と確率の考えを経済分析に導入し、価格関数として需要と供給の一階条件を導出した。
経済学者は、数学の道具を、理論がもっともらしい範囲を確定し、より絶対的な条件の中に不確かな事実を表現することにのみ活用しなければならないとクールノーは信じていた。また、経済学における数学の実用的使用が必ずしも正確な値に裏打ちされた精密さと関係しないとの立場を保った。
今日では、クールノーの研究は、計量経済学（エコノメトリクス）の中でも認知されている。また、「クールノーの複占モデル」では、競争的立場にいる両企業がお互いの存在を無視して自企業の行動が相手の反応をあらかじめ計算に入れていなかったが、相手の反応を十分考慮する人々の試みがゲーム理論の発展につながっていった。

## クールノー均衡
2つの企業しかない複占産業で、各企業がライバル企業の供給量（産出量）が変わらないという仮定のもとで、自企業の供給量（産出量）を決定するモデルを「クールノーの複占モデル」という。すなわち、複占状態の場合、1つの企業が選ぼうとする産出量に応じて、他企業が産出量を変えてくるといった戦略上の相互依存関係がありうる。しかし、企業1の産出量の変化によって企業2の産出量が変わらない推測があるという仮定をすると、どの企業にも産出量を変更しようとする誘因は存在しない。このような点を「クールノー均衡」と呼ぶ。
独占企業の最大利潤になる産出量と価格の点を、「クールノーの点」と呼ぶ。
経済学の分野において、彼は寡占理論の分野での研究（クールノーの競争）で最もよく知られている。